# Levosoje
Levosoje (cyr. Левосоје) – wieś w Serbii, w okręgu pczyńskim, w gminie Bujanovac. W 2002 roku liczyła 840 mieszkańców.